# Dordrecht (stacja kolejowa)
Dordrecht – stacja kolejowa w Dordrecht, w Holandii Południowej. Stacja została otwarta 1 stycznia 1872.